# Epipenaeon qadrii
Epipenaeon qadrii är en kräftdjursart som beskrevs av Qazi 1959. Epipenaeon qadrii ingår i släktet Epipenaeon och familjen Bopyridae. Inga underarter finns listade i Catalogue of Life.